# Богдан Несторовић
Богдан Несторовић (Београд, 28. април 1901 — Београд, 28. децембар 1975) био је српски архитекта, аутор и универзитетски наставник. Посебно је укључен у израду плана храма Светог Саве, спојене са доприносом Александра Дерока, за који је био главни одговорни архитекта од 1935. до 1941. године. Као дизајнер дизајнирао је неколико познатих београдских зграда. Богданов отац био је познати архитекта Никола Несторовић.

## Професионална каријера
Богдан Несторовић је студирао архитектуру у Београду 1923. године. Затим је студирао у Паризу, гдје је радио у великим архитектонским уредима. По повратку у Краљевину Срба, Хрвата и Словенаца радио је између 1926. и 1930. године у архитектонској фирми "Архитект". Године 1930. изабран је за асистента на Архитектонском факултету Универзитета у Београду. Она је остала његов стални посао до пензије. На факултету је предавао дизајн стамбених зграда као и стил и архитектонску историју. За свој животни рад 1971. године добио је седмојулску награду.
Пре Другог светског рата Несторовић је освојио два архитектонска конкурса, 1931-33. Занатски дом (касније Радио Београд) и 1938. зграду ПРИЗАД-а (касније ТАНЈУГ-а). На другом тендеру за изградњу храма Светог Саве 1926-27. добио је другу награду. Комисија је утврдила да би коначни пројекат требало да буде реализован спајањем његовог нацрта и нацрта Александра Дерока. Даљи развој догодио се до 1934. Од 1934. До 1941. Несторовић је био одговоран за изградњу цркве као главни архитекта, што је прекинуто Другим светским ратом, после кога је градњу забранила Комунистичка партија Југославије, што је трајало до 1984. године. Следећи опште смернице, Несторовића и Дерока наследио је Бранко Пешић.
На другом такмичењу у Краљевини Југославији 1926. године учествовало је укупно 22 архитекте. Евалуацију су обавили патријарх Димитрије, Јован Цвијић као председник Српске академије наука и уметности, архитекти и академици Андра Стевановић и Богдан Поповић и архитекте Пера Поповић и Момир Коруновић. Ипак, они нису били међу 22 такмичарска дела која су испунила све спецификације. Ниједан од њих није пратио позив да се узвишење цркве заснива на "националном" стилу касне византијске "моравске школе". Вецина прилога је настала по узору на манастирску цркву Грачаницу или Аја Софију. Комисија се такође жалила да су укупни доприноси понуђени на ниском нивоу.
Најбоље место је дошао од Богдана Несторовића, чије је дело заузело друго место и представило монументалну копију Грачанице. Уопштено, стечајни допринос Несторовића доделио је релативно неискориштен модел, са компилацијом једноставних елемената блиских моделу цркве манастира Грачаница, док су други доприноси такмичењу снажније допринели експресионистичким облицима. Само са даљом комплетном ревизијом Несторовић је прилагодио волумен и димензије ближе моделу Аја Софије и њеног система куполе, који је био повезан са величином зграде.
Несторовић је аутор бројних студија историје архитектуре. Обухвата студије од антике до 19. века. Класик је "Архитектура Србије XIX века" (Архитектура у Србији у 19. веку). Књига приказује целокупни стилски развој архитектуре у Србији са њеном стилском транзицијом од источњачко-исламске баштине до модела западне архитектуре. Несторовић је Нестор архитектонске историје кроз своју збирку старих фотографија зграда у Србији. Његова колекција се данас чува у Српској академији.
За развој архитектуре Србије значајно је 12 банака које је изградио Несторовић. У Београду је био дизајнер великог броја стамбених објеката до Другог светског рата. На примјер, кућа Витомира Константиновића у ул. Краља Милана 3 (1926-27).

## Галерија
- Акварел финалног пројекта за Храм Светог Саве из 1931. године.
- Зграда ПРИЗАД-а из 1937. године.
- Зграда Занатског дома у Београду из 1933. године
- Кућа Витомира Константиновића у улици Краља Милана 3 из 1926. године.